# Neoalticomerus
Neoalticomerus – rodzaj muchówek z rodziny Odiniidae i podrodziny Odiniinae.
Rodzaj ten wprowadzony został w 1903 roku przez Friedricha Georga Hendla, który jego gatunkiem typowym wyznaczył Milichia formosa.
Krępe muchówki o silnym owłosieniu. Holoptyczna głowa ma pierwszą szczecinkę perystomalną wielkości wibrysy, zredukowane, krótkie i cienkie pozaprzyoczkowe oraz cienkie, pochylone do przodu i nieco rozchylone na zewnątrz szczecinki zaciemieniowe. Tułów cechuje obecność 4 szczecinek śródplecowych w układzie 1+3 oraz owłosione mezopleury z 1–2 silnymi szczecinkami. Odnóża cechują się obecnością sterczących szczecinek przedwierzchołkowych na goleniach.
Takson holarktyczny. Z Palearktyki i Nearktyki znanych jest po jednym gatunku. W Polsce do 2001 stwierdzono tylko N. formosus (zobacz: Odiniidae Polski)
Należą tu dwa opisane gatunki:
- Neoalticomerus formosus Loew, 1844
- Neoalticomerus seamansi Shewell, 1960